# Nieuw-Zeeland op de Olympische Winterspelen 1984
Tijdens de Olympische Winterspelen van 1984, die in Sarajevo (Joegoslavië) werden gehouden, nam Nieuw-Zeeland voor de zevende keer deel.

## Deelnemers en resultaten

### Alpineskiën
| Olympiër             | Discipline       | Resultaat | Prestatie                        |
| -------------------- | ---------------- | --------- | -------------------------------- |
| Bruce Grant          | afdaling (m)     | 31e       | 1.49,94 (+4,35)                  |
| Marcus Hubrich       | afdaling (m)     | 35e       | 1.50,77 (+5,18)                  |
| Marcus Hubrich       | reuzenslalom (m) | 29e       | 2.52,79 (+11,61) 1.25,81+1.26,98 |
| Marcus Hubrich       | slalom (m)       | 14e       | 1.49,53 (+10,12) 56,75+52,78     |
| Mattias Hubrich      | slalom (m)       | 17e       | 1.54,36 (+14,95) 58,63+55,73     |
| Simon Lyle Wi Rutene | reuzenslalom (m) | 36e       | 2.59,10 (+17,92) 1.30,13+1.28,97 |
|                      |                  |           |                                  |
| Christine Grant      | afdaling (v)     | 26e       | 1.17,52 (+4,16)                  |
| Kate Rattray         | afdaling (v)     | 29e       | 1.20,18 (+6,82)                  |
| Kate Rattray         | reuzenslalom (v) | dnf-2     | opgave run 2                     |

Andorra · Argentinië · Australië · België · Bolivia · Bondsrepubliek Duitsland · Britse Maagdeneilanden · Bulgarije · Canada · Chili · China · Chinees Taipei · Costa Rica · Cyprus · Duitse Democratische Republiek · Egypte · Finland · Frankrijk · Griekenland · Groot-Brittannië · Hongarije · IJsland · Italië · Japan · Joegoslavië · Libanon · Liechtenstein · Marokko · Mexico · Monaco · Mongolië · Nederland · Nieuw-Zeeland · Noord-Korea · Noorwegen · Oostenrijk · Polen · Puerto Rico · Roemenië · San Marino · Senegal · Sovjet-Unie · Spanje · Tsjecho-Slowakije · Turkije · Verenigde Staten · Zuid-Korea · Zweden · Zwitserland